# Szklancy
Szklancy (biał. Шклянцы; ros. Шклянцы) – wieś na Białorusi, w obwodzie witebskim, w rejonie dokszyckim, w sielsowiecie Biarozki. W 2009 roku liczyła 30 mieszkańców.